# Foramen ethmoidale anterium
A foramen ethmoidale anterius egy lyuk a koponyán (cranium). Az elülső koponyagödör (scala anterior seu fossa cranii anterior) medialis falán található, az os frontale es os ethmoidale között. Rajta keresztül halad át az orbitából a koponyaüregbe arteria ethmoidalis anterior és a nervus nasociliaris, melyet az átlépés után nervus ethmoidalis anterior-nak nevezünk.